# یواس‌اس اناج (اس‌پی-۵۷۸)
یواس‌اس اناج (اس‌پی-۵۷۸) (به انگلیسی: USS Enaj (SP-578)) یک کشتی بود که طول آن ۸۹ فوت ۴ اینچ (۲۷٫۲۳ متر) بود. این کشتی در سال ۱۹۰۹ ساخته شد.